# Hôtel de ville de Flensbourg
L’hôtel de ville de Flensbourg est le siège du bourgmestre et du conseil municipal et abrite également une grande partie de l'administration municipale et des archives de la ville. En outre, depuis le 1er janvier 2008, l'activité administrative est également partagée avec Glücksburg en raison d'une administration commune.
L'hôtel de ville est situé à la périphérie du centre-ville de Flensbourg, sur l'une des principales voies de circulation de la ville.

## Histoire
Le premier bâtiment de l'hôtel de ville est sur la Thingplatz, il est construit en 1445 et sert jusqu'en 1882, mais est ensuite démoli. Après cela, la ville utilise la Regierungshof acquise au 7 de Holm comme hôtel de ville provisoire, car elle veut construire un nouvel hôtel de ville beaucoup plus grand. De plus, certaines parties de l'administration sont réparties dans toute la ville, car les locaux du tribunal du gouvernement ne suffisent plus après un certain temps.
Au début des années 1960, les projets de construction d'un nouvel hôtel de ville se concrétisent. En mars 1960, le groupe de grands magasins Hertie offre à la ville trois millions de DM pour que le chantier gouvernemental y construise un grand magasin. Dans le même temps, on estime à cinq millions de DM le nouveau bâtiment de la mairie. Le conseil décide de construire le nouvel hôtel de ville. Toute l'administration doit être à nouveau concentrée en un seul endroit à la suite de la construction. La ville choisit un grand terrain de la rue Am Pferdewasser, près de la Deutsches Haus et en bordure du centre-ville, l'Exe et le Südermarkt ne sont pas non plus particulièrement éloignés. Des bâtiments de négoce de matériaux de construction se trouvaient auparavant sur le site en question. Certaines des autres zones sont probablement sous-développées, il n'y avait donc évidemment pas de véritables bâtiments anciens ou de magnifiques bâtiments dans le quartier.
Contrairement à la "mairie provisoire", la nouvelle mairie doit être plus représentative et un nouveau repère pour la ville. Le conseil opte pour la conception de l'architecte Carl-Friedrich Fischer, qui a également conçu le bâtiment pour le Kraftfahrt-Bundesamt dans le quartier de Mürwik. Le  3 août 1961, le premier poteau de la nouvelle mairie est enfoncé dans le sol. La première pierre est posée le 18 novembre. Le déménagement est achevé le 21 mai 1964. L'ensemble immobilier de la mairie provisoire, vendu au groupe de grands magasins, est démoli la même année. Le 10 avril 1965, le nouvel hôtel de ville obtient sa destination officielle.
Le gratte-ciel est conçu comme un contraste avec les bâtiments historiques plus anciens, bien qu'il soit également situé sur une rue principale du Neumarkt, où un paysage urbain moderne s'est développé à partir de cet immeuble. Le gratte-ciel qui caractérise le bâtiment compte douze étages au-dessus du sol, quatre étages sont souterrains. Les murs extérieurs du bâtiment moderne en béton armé sont revêtus de panneaux de quartzite norvégien. Un grand blason de Flensbourg, visible de loin, est attaché au côté sud. L'hôtel de ville reçoit l'adresse Rathausplatz 1 dans les années 1990. La place borde la Rote Straße, où la Rotes Tor marquait autrefois les limites de la ville.
Certaines parties des anciens bâtiments du Neumarkt adjacent datant de la fin du XIXe siècle sont démolis. Vers 1970, le secteur de Neumarkt à l'intersection des Bundesstraßen 199 et 200 est massivement réaménagé au profit de la circulation routière. De plus, un grand nombre de bâtiments de la vieille ville sur la Rote Straße et la Töpferstraße sont démolis à l'est, un peu à l'écart du nouvel hôtel de ville. La Töpferstraße est complètement supprimée. Le cloître voisin perd une grande partie de son développement. Même la démolition de l'hôpital historique est envisagée. Après la refonte, une zone non développée s'étend à l'est de la mairie jusqu'au sud de la Rote Straße, qui avait auparavant été déplacée vers l'est et donc quelque peu redressée. Cette zone sert comme grand parking puis devient la Rathausplatz. À l'exception d'un hôtel entre l'hôtel de ville et la Roter Strasse du côté nord de la place, aucun autre bâtiment n'est d'abord construit dans cette zone du côté ouest de la Rote Strasse. Un autre contraste avec les anciens bâtiments qui s'y trouvent est le parking entre Roter Straße et le cloître, construit peu de temps après. À côté de l'hôpital, du côté est de la Rote Straße , un modeste espace vert appelé la place Gärtner est créé. Lorsque, dans les années 1970, on repense progressivement l'importance du paysage urbain historique, l'hôtel de ville est de plus en plus considéré comme un symbole du traitement insensible du paysage urbain ancien.
Fin 1968, un nouveau parking souterrain est construit pour l'hôtel de ville, il doit également servir de bunker à l'épreuve des bombes atomiques pendant la guerre froide. L'installation polyvalente a une épaisseur de plafond de deux à trois mètres et doit donc être capable de résister à une explosion au sol d'une arme nucléaire de 80 kilotonnes. Il doit également être capable de résister à l'utilisation d'armes chimiques. En cas d'urgence, les voitures auraient été enlevées avec un cric roulant et des lits auraient été installés. Le bunker aurait offert de l'espace pour 2 000 personnes qui auraient pu dormir à tour de rôle. Les inventaires devraient durer deux semaines. Le gardien du bunker a probablement quitté son emploi en 1996. Deux moteurs diesel ont continué à être préchauffés pour une utilisation immédiate jusqu'en 2012. Cependant, comme le puits de 150 mètres de profondeur ne fonctionne plus correctement, on décide d'abandonner entièrement le bunker.
Au début des années 1990, la façade en béton du bâtiment de la mairie est en mauvais état. Peu de temps après l'ouverture de l'hôtel de ville, le Landesrechnungshof Schleswig-Holstein critique le fait que les règles techniques reconnues, en particulier les règles de base de la physique du bâtiment, n'avaient pas été respectées lors de la construction. Les évaluateurs avaient prédit qu'une détérioration croissante des profilés en acier auxquels étaient fixés les éléments en béton de la façade ne pouvait être évitée. À partir de 1991, des filets de sécurité sont attachés autour du bâtiment, car de plus en plus de morceaux de béton se détachent de la façade et tombent au sol. Mais de nombreuses autres déficiences, telles que l'approvisionnement en électricité et en eau, poussent les responsables à agir après seulement 30 ans. La démolition du gratte-ciel est sérieusement envisagée. Cependant, pour des raisons de coût, la décision est prise de procéder à une rénovation complète avec une construction entièrement nouvelle de la façade, car la démolition, la planification et la nouvelle construction auraient été encore plus coûteuses et la substance du bâtiment s'est avérée stable à son noyau. Néanmoins, la rénovation de l'hôtel de ville de Flensbourg coûte pas moins de 51 millions de marks ; le nouveau bâtiment avait coûté 23 millions de marks à l'époque. La façade est en grande partie recouverte de briques plates de couleur orange. Le grand blason de la ville disparaît de la façade.
Au cours de la rénovation, l'accent est mis sur une conception plus proche du citoyen. L'ancien bureau d'enregistrement des résidents, accessible uniquement par un escalier long et étroit, est réaménagé en bureau du citoyen et rendu accessible par ascenseur. D'autres inconvénients subsistent, tels que les entrées peu attrayantes, le cabinet du bourgmestre au 13e étage et la salle des citoyens peu attrayante et sans fenêtre au rez-de-chaussée sous la salle du conseil. Plusieurs bureaux sont également laissés de côté pour des raisons d'espace. Cependant, l'administration technique avait déjà trouvé sa place dans l'ancienne école Am Pferdewasser juste en face de son domicile des années plus tôt. Le bureau d'enregistrement déménage dans la Villa Besenbruch voisine sur la Friesische Straße, qui était auparavant vacante et risquait d'être démolie, et reçoit plus de salles représentatives qu'auparavant.
Un certain nombre de nouveaux bâtiments sont construits à proximité de la mairie depuis les années 1990. Certains des espaces verts et des parkings existants sont recouverts de nouveaux bâtiments. D'abord, au début des années 1990, le centre de services est construit au sud-ouest de la mairie. De 2005 à 2008 suivent les extensions du Spital zum Heiligen Geist (maison de retraite) et la nouvelle construction du Sydbank au coin des Rote Straße et Neumarkt. Cependant, les bâtiments n'ont pas de véritable relation urbaine avec l'hôtel de ville voisin, la place de l'hôtel de ville entre les deux apparaît toujours comme un développement urbain amorphe avec un parking sans aucun élément de conception. La Rote Straße, qui avait été dégagée dans la partie sud, retrouve son cours historique. Une sculpture de rhinocéros, qui était présente au-dessus de l'entrée sud pendant un certain temps, est déplacée à Süneruphof en 2011.
En 2014, les plans d'un nouveau bâtiment sont connus. Il est composé de deux tours qui concurrencent l'hôtel de ville et complètent la place de l'hôtel de ville vers le Neumarkt. L'investisseur Gerd Theilen est impliqué dans le projet, il est impliqué dans la construction controversée de navires fonctionnels en 2012 dans le port de Flensbourg et qui possède l'Alte Meierhof à Meierwik.

## Source, notes et références
1. ↑  (de) gdn, « Ein Kaufhaus verdrängt das Rathaus », sur Schleswig-Holsteinischer Zeitungsverlag, 2015 (consulté le 8 juin 2022)

- (de) Cet article est partiellement ou en totalité issu de l’article de Wikipédia en allemand intitulé « Rathaus (Flensburg) » (voir la liste des auteurs).